# La casa grande (película de 1953)
 La casa grande  es una película en blanco y negro de Argentina dirigida por Leo Fleider según el guion de Carlos A. Petit sobre la obra teatral de José Bugliot y Rafael J. de Rosas que se estrenó el 1 de enero de 1953 y que tuvo como protagonistas a Luis Sandrini, Beba Bidart, María Esther Buschiazzo, Elda Dessel y Francisco López Silva. La obra teatral había sido estrenada en el Teatro Buenos Aires por la compañía Muiño-Alippi en 1932 y Sandrini la repuso en el Teatro Astral en 1959 con Alba Castellanos.

## Sinopsis
Un hombre y su hermano estafador, que adora a su madre, tiene el sueño de ver reunida a la familia.-

## Reparto
- Luis Sandrini ... Pascual Vascolini
- Beba Bidart ... Malena
- María Esther Buschiazzo ... Doña Angela
- Elda Dessel .. Nena
- Francisco López Silva ... Gerente
- Lalo Malcolm ... Alberto
- Francisco de Paula ... Dr. Juan Carlos Medina
- Domingo Sapelli
- José María Pedroza
- Toti Muñoz ... Carmen
- Aurelia Ferrer ... Francisca
- Virginia Romay ... Lucrecia
- Francisco Audenino ... Guardiacárcel
- Carlos Barbetti ... Estafador
- Warly Ceriani ... Gutiérrez
- Carlos Bellucci
- Carmen Campoy

## Comentarios
La Gaceta de Tucumán opinó:

”La trama es floja y la historia está narrada con más o menos altibajos y cada incidencia no sorprende al espectador sino que, por el contrario, éste la adivina.”

Por su parte King en El Mundo escribió:

”Emoción y gran labor de Luis Sandrini... Feliz como expresión de comedia dramática, hay en sus positivos valores gran atracción.”